# Randy Gradishar
Randy Charles Gradishar (Warren, 3 marzo 1952) è un ex giocatore di football americano statunitense che ha giocato nel ruolo di linebacker per tutta la carriera con i Denver Broncos della National Football League (NFL). Fu scelto nel corso del primo giro (14º assoluto) del Draft NFL 1974 dai Broncos. Al college giocò a football all'Università statale dell'Ohio. È stato introdotto nella Pro Football Hall of Fame nel 2024.

## Carriera professionistica
Gradishar fu scelto come 14º assoluto del Draft 1974 dai Denver Broncos, con cui trascorse tutte le 10 stagioni della carriera. Giocò accanto a Tom Jackson nella famosa difesa soprannominata "Orange Crush" ed è considerato uno dei migliori giocatori della storia dei Broncos. Il compagno di squadra Jim Jensen disse che Gradishar e Roger Staubach erano i migliori giocatori con cui avesse condiviso il campo di gioco.
Divenne titolare a metà della sua stagione da rookie venendo convocato per il Pro Bowl alla fine della seconda. Da quell'annata alla sua ultima, il 1983, la difesa "Orange Crush concesse il terzo minor numero di yard della lega, dietro la "Steel Curtain" dei Pittsburgh Steelers  e la difesa "Doomsday" dei Dallas Cowboys. Inoltre, i Broncos furono secondi solo agli Steelers per minor numero di yard su corsa concesse, nello stesso arco di tempo. La BBC li incoronò come una delle migliori difese di tutti i tempi.
Gradishar si impose all'attenzione nazionale in un Monday Night Football del 1975 contro i Green Bay Packers in cui fece registrare un intercetto che ritornò siglando il touchdown della vittoria, oltre a mettere a segno un sack, due passaggi deviati e 6 tackle solitari.
Nel 1976, i Broncos passarono a una difesa di tipo 3-4 (tre defensive lineman e quattro linebacker) in cui Gradishar passò da middle linebacker a inside linebacker, ruolo in cui rimase per il resto della carriera. Questo cambiamento portò a Gradishar portò la responsabilità di guidare la linea e di coprire nei passaggio, compiti superiori a quelli di un middle linebacker in una difesa di tipo 4-3. Oltre a guidare i Broncos in tackle per la stagione consecutiva, Gradishar guidò tutti i linebacker della NFL in sack, con sette.

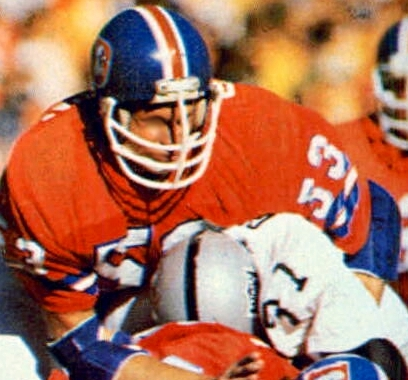
Gradishar nei playoff 1977-1978

Nel 1977 Gradishar aiutò i Broncos a raggiungere il Super Bowl XII. Fu convocato per il suo secondo Pro Bowl, selezione che si ripeté per tutti i sei anni successivi. Gradishar fu inserito nel First-team All-Pro e guidò la difesa che si classificò prima nella AFC per minor numero di punti subiti. La stagione 1977 dei Broncos iniziò con un 7–0 sui St. Louis Cardinals che potevano vantare un attacco che era stato tra i migliori nel triennio precedente, potendo vantare stelle come Jim Hart, Terry Metcalf, Mel Gray, Dan Dierdorf e Conrad Dobler.
Randy fu nominato miglior difensore dell'anno della NFL nel 1978 dall'Associated Press, coi Broncos che raggiunsero i playoff per il secondo anno consecutivo. La difesa fu la seconda migliore della lega per punti subiti dietro quella degli Steelers vincitori del Super Bowl. Inoltre, Gradishar fu premiato come linebacker dell'anno da Football Digest, un premio che ricevette anche nell'anno successivo.
Nel 1979, la difesa dei Broncos si classificò quinta per minor numero di punti subiti e Gradishar guidò la squadra in tackle per la quinta stagione consecutiva. La stagione 1980 non fu positiva come le precedenti per i Broncos ma Randy al Cleveland Browns Stadium ritornò un intercetto per 93 yard in touchdown, il più lungo della carriera. Fu ancora nominato All-Pro e votato miglior giocatore dei Broncos per la seconda volta in tre anni.
Sotto il nuovo allenatore Dan Reeves la difesa si riprese nel 1981, coi Broncos che terminarono con un bilancio di 10-6. Randy ebbe una delle sue migliori stagioni, venendo unanimemente inserito nella formazione ideale della stagione All-Pro e convocato per il Pro Bowl.
Nel 1983, i Broncos fecero ritorno ai playoff guidati dal quarterback rookie John Elway e Randy fu convocato per il settimo Pro Bowl in dieci stagioni. Nella settimana 12 contro i Seattle Seahawks, Gradishar intercettò un passaggio, recuperò un fumble, mise a segno un sack e un primato stagionale di 15 tackle in una vittoria chiave per 38–27 win.

## Eredità
Gradishar si ritirò dopo la stagione 1983 col record NFL di tutti i tempi per tackle messi a segno con 2.049 (dato tuttavia non ufficiale), oltre a 20 intercetti e 20,5 sack. Dal suo ritiro fu candidato diverse volte per entrare nella Pro Football Hall of Fame. Fu tra i 15 finalisti nel 2003 e nel 2008 e tra i primi 25 nel 2005 e 2007. Fu introdotto nel 2024.
Nell'elencare i migliori linebacker di tutti i tempi, Buchsbaum scrisse, riguardo a Gradishar, "Potrebbe essere il più intelligente e più sottovalutato di sempre. Aveva istinti rari, era più veloce di [Jack] Lambert e più efficace nelle situazioni con poche yard o vicino alla goal. Il fatto che non faccia parte della Hall of Fame è una vergogna e potrebbe essere attribuito al fatto che non era un giocatore appariscente o che volesse le luci della ribaltà per sé".
Nel 2008 fu votato da una commissione di ex giocatori e allenatori della lega nella formazione ideale di tipo 3-4 di tutti i tempi da Pro Football Weekly insieme a Harry Carson, Lawrence Taylor, Andre Tippett, Howie Long, Lee Roy Selmon e Curley Culp. 

## Palmarès

### Franchigia
- American Football Conference Championship: 1

Denver Broncos: 1977

### Individuale
- Miglior difensore dell'anno della NFL: 1

1978
- Convocazioni al Pro Bowl: 7

1975, 1977, 1978, 1979, 1981, 1982, 1983
- First-team All-Pro: 5

1977, 1978, 1979, 1980, 1981
- Second-team All-Pro: 1

1983
- MVP dei Broncos: 2

1978, 1980
- Formazione ideale del 50º anniversario dei Denver Broncos
- College Football Hall of Fame
- Pro Football Hall of Fame (classe del 2024)